# Ernst Dorn (Heimatforscher)
Ernst Dorn (* 6. August 1924 in Kleinphilippsreut, heute Philippsreut; † 15. Februar 2012) war ein deutscher Heimatforscher und Oberstudiendirektor a. D.

## Leben
Er war Sohn des Lehrers und Heimatforschers Georg Dorn. 1933 nahm der Vater eine Stelle in Erlau bei Passau an, wo Ernst Dorn bis zu seinem Tod wohnte. Er studierte Mathematik und Physik für das höhere Lehramt und promovierte als Doktor der Philosophie.
Von 1954 bis 1960 unterrichtete er am Gymnasium Niedernburg in Passau, dann am Gymnasium Pocking und von 1960 bis 1975 am Adalbert-Stifter-Gymnasium Passau. Dort war er zuletzt auch Seminarleiter. Von 1975 bis zu seiner Pensionierung 1985 war er Oberstudiendirektor an der Fachoberschule Passau.
Ernst Dorn war ehrenamtlich vielfältig engagiert. Insbesondere seit seiner Pensionierung war er als Heimatforscher tätig. Für sein Buch Heimat an der Grenze erhielt er 1997 den Kulturpreis des Landkreises Freyung-Grafenau verliehen. Ein Buch über die Pfarrgeschichte der Pfarrei Mauth wurde aus Mitteln des Kulturfonds Bayern gefördert.
Für seine Verdienste um die Fachoberschule Passau wurde er mit dem Bundesverdienstkreuz am Bande ausgezeichnet. Die Gemeinde Philippsreut ernannte ihn am 16. Juli 1999 zum Ehrenbürger. Der Markt Obernzell verlieh ihm 1988 den Ehrenbrief. Darüber hinaus ehrten ihn verschiedene Vereine, so ernannte ihn die Freiwillige Feuerwehr Erlau zum Ehrenvorstand und der TSV Erlau zum Ehrenmitglied.

## Werke
- Die Bedeutung der Heisenbergschen Unschärferelationen für das Kausalproblem, Dissertation, Würzburg, 1953
- Mauth – Geschichte einer Pfarrei im Bayerischen Wald, vom Kulturfonds Bayern geförderte Veröffentlichung, ISBN 3-932949-45-5
- Heimat an der Grenze, 1997, ISBN 3-00-001354-7 (Herausgeber)
- Herzogsreut, Philippsreut: Zwei Seelsorgsstellen im Hinteren Bayerischen Wald
- 300 Jahre Philippsreut